# Socialismo, cálculo económico y función empresarial
Socialismo, cálculo económico y función empresarial es un libro de teoría económica y de historia del pensamiento económico escrito por Jesús Huerta de Soto en 1992. Su propósito es explicar por qué el socialismo es a su juicio un error intelectual que había sido destruido teóricamente por varios intelectuales de la escuela austriaca —usando un paradigma subjetivista económico— décadas antes de la caída el bloque socialista en Europa del Este, y que la misma teoría puede aplicarse al presente estado de bienestar.
En la parte teórica la obra explica el funcionamiento de una economía de mercado usando el concepto de función empresarial —o empresarialidad, la búsqueda de oportunidades de ganancia (subjetiva)— y las características del conocimiento que el autor afirma es necesario para coordinar los procesos productivos. Huerta de Soto elabora esta explicación de la integración de los marcos teóricos de la praxeología de Ludwig von Mises y la economía del conocimiento de Israel Kirzner. A partir de esta base explica la imposibilidad teórica de una productividad coordinada en el socialismo y el intervencionismo de sus diversas variantes y las consecuencias de la aplicación de estos proyectos, así también hace su aportación con una nueva definición del socialismo y el intervencionismo, ya no como la propiedad estatal de los medios de producción, sino como "la agresión institucionalizada al libre ejercicio de la función empresarial" - en parte en respuesta a la definición de socialismo dada por Hans-Hermann Hoppe en su libro A Theory of Socialism and Capitalism.
En sus capítulos sobre historia, da un repaso al debate sobre el cálculo económico en el socialismo, defendiendo los argumentos dados por Mises en 1920, y las colaboraciones de sus discípulos Friedrich Hayek y Lionel Robbins en el debate. Hace una crítica a las interpretaciones estáticas del proceso económico (propias del paradigma del equilibrio general de la economía neoclásica) que Huerta de Soto afirma desviaron la comprensión de los argumentos de Mises sobre la imposibilidad del cálculo económico sin un sistema de precios de mercado - como en las economías socialistas. Huerta de Soto indica que paradójicamente los economistas marxistas en el debate se valieron del paradigma neoclásico que se basa en la idea de un mercado "perfecto" (idea también criticada en el libro) para poder dar respuestas en el debate. Hace también un recuento y refutaciones de los argumentos de los diferentes teóricos socialistas en ese debate intelectual histórico.
El libro lleva 7 ediciones (la última en 2024) y es publicado por Unión Editorial. Ha sido traducido al inglés, ruso y chino, entre otros idiomas.

## Argumentos de la obra

### Acción humana y función empresarial
En la economía, desde el punto de vista de la Escuela austríaca, cuando los individuos actúan para conseguir un fin se habla de la función empresarial que realizan las personas (empresario= entrepeneur =emprendedor). La función empresarial, en un sentido estricto, consiste en descubrir y apreciar las oportunidades de alcanzar algún fin. Ahora bien, al descubrir estas oportunidades se crea una información que el actor no poseía anteriormente y que ahora existe gracias a su actuación.

### Características de la información
El conocimiento o información que surge de la actividad empresarial posee características particulares; se trata de un conocimiento subjetivo de tipo práctico no formalizable. Es un conocimiento tácito, que el actor puede utilizar en su provecho, pero siendo -al mismo tiempo- incapaz de analizarlo pormenorizadamente. Para ilustrar este concepto, podemos pensar en la redacción misma del presente artículo: mientras las ideas en él plasmadas son susceptibles de ser analizadas individualmente, el método por el que este escritor organiza las ideas y escoge el lenguaje que considera (con mayor o menor éxito) como adecuado para transmitirlas, es un proceso mental oculto y en el sentido más literal, es un método "inexplicable". Otro ejemplo común para ilustrar esta idea es el de la habilidad del ciclista para mantener el equilibrio en las curvas; si bien existen fórmulas físicas exactas para determinar la inclinación mínima que debe tener la bicicleta para no caer, el actor (ciclista) no las toma en cuenta a la hora de actuar, sino que se fía de su "sentido del equilibrio", concepto imposible de exteriorizar y que solo es útil al actor dentro del contexto de su acción.  
En ese sentido, conocimiento práctico es un conocimiento de tipo privativo y disperso, esto es, que cada sujeto posee una ínfima parte de la información que se genera y transmite globalmente a nivel social, pero que en principio solo él conoce pues ha surgido de su actuación particular.

### Creación y transmisión de la información tácita no articulable
Como queda dicho, al identificar oportunidades (medios) que permiten a las personas conseguir sus fines, se está creando una información que previamente no existía. 
Esta información o conocimiento una vez creada puede ser aprovechada por otros miembros de la sociedad, pero siempre es información subjetiva y no existe al margen de las personas que sean capaces de interpretarla o descubrirla, es decir que siempre son los humanos quienes crean, perciben y transmiten la información; y la transmisión de información social es tácita y subjetiva, es decir, no explícita y articulada, y a la vez muy resumida pues se transmite y capta subjetivamente el mínimo indispensable para coordinar el proceso social.

### La “división intelectual del trabajo”
Debido a la limitada capacidad de la mente humana, así como el creciente volumen de nueva información en el proceso social debido a la función empresarial, el desarrollo de la sociedad exige una continua extensión y profundización en la división del conocimiento, lo cual a su vez exige un aumento de la población.

## Cálculo económico y socialismo

### La coacción de la función empresarial
Según los teóricos del liberalismo económico en general, y del cálculo económico en particular, en un sistema socialista que busca la planificación económica, el ejercicio de la función empresarial se ve limitada o totalmente impedida por las medidas que el sistema debe imponer para lograr sus metas planificadoras. La coacción no solo impide el aprovechamiento de una oportunidad de ganancia, sino que impide el descubrimiento mismo de dicha oportunidad.
En consecuencia, si la coacción es sistemática en un área social y no puede ejercerse la función empresarial en esa área, no se producirán ninguno de los otros efectos típicos del acto empresarial: en primer lugar, no se creará ni transmitirá nueva información entre los actores, y en segundo lugar, al no permitirse el libre aprovechamiento de oportunidades de beneficio, no existirá incentivo alguno para que los actores perciban las situaciones de desajuste o descoordinación social que vayan surgiendo.

### La limitación del órgano de planificación socialista
El órgano de planificación o intervención central, en su mayor parte desconoce el conocimiento que se encuentra disponible en forma dispersa en la mente de todos los actores que puedan llegar a estar sometidos a sus órdenes. Por lo tanto, es pequeña o nula la posibilidad de que el planificador pueda saber qué buscar, y cómo y dónde encontrar los elementos de información dispersa que se van generando en el proceso social y que necesita para controlarlo y coordinarlo.
Consecuentemente, el órgano director estará incapacitado para efectuar cualquier cálculo económico en el sentido de que, independientemente de cuáles sean sus fines, no podrá saber si los costos para conseguir dichos fines tienen para el propio órgano director un valor superior al valor que atribuye a los fines perseguidos. Si la información sobre circunstancias específicas necesaria para estimar los costos está dispersa en la mente de todos los actores del proceso social que se ven coaccionados por el órgano director, este no puede conseguir el conocimiento o información necesarios para calcular el coste verdadero de sus proyectos.

### Planificación, informática y cálculo económico
En este contexto pueden distinguirse dos escenarios: tanto el ente planificador como los individuos poseen computadoras o solamente las posee el primero. En el primer caso, el uso de computadoras por parte de los individuos multiplica la cantidad de información disponible lo cual hace aún más difícil su recolección por parte del ente planificador.
En el caso de que solo el ente planificador disponga de computadoras, éstas no le serán de gran utilidad, pues no se puede recolectar y procesar información que todavía no ha sido creada (o que puede cambiar, haciendo obsoleta, y por tanto inútil, la información anteriormente recolectada).

## Mises y el comienzo del debate sobre el cálculo económico

### Contribuciones esenciales de Mises a la teoría del cálculo económico
La aportación esencial de Mises se centra en el análisis teórico sobre los procesos de creación y transmisión de información práctica que constituyen la sociedad.
En 1920 en su artículo «Die Wirtschaftsrechnung im Sozialistischen Gemeinwesen»,Mises más que hablar de información práctica dispersa, menciona un cierto tipo de división intelectual del trabajo, que según él constituiría la esencia del mercado, y que proporciona y genera la información que posibilita el cálculo o estimación económica esencial para cualquier decisión empresarial.
Dos años después, Mises repite la misma idea de manera aún más articulada mencionando que en
las sociedades basadas en la división del trabajo, la distribución de los derechos de propiedad da lugar a una especie de división intelectual o mental del trabajo, sin la cual no sería posible producción ni economía alguna.
En 1927, Mises afirma explícitamente que es imposible que en el socialismo pueda generarse la información práctica en forma de precios de mercado necesaria para posibilitar la división intelectual del conocimiento imprescindible en una sociedad moderna, conocimiento que solo surge como consecuencia de la capacidad creativa de la acción humana o función empresarial.
La otra aportación esencial de Mises fue el descubrimiento de que la información que constantemente crea y genera el mercado surge del ejercicio de la función empresarial, dependiendo de las circunstancias particulares de tiempo y lugar que son apreciadas únicamente por cada individuo en el contexto en el que actúa, de manera que si se impide el libre ejercicio de la empresarialidad y se organiza coactivamente a la sociedad, los empresarios, al no poder actuar libremente, dejarán de serlo y ni siquiera se percatarán de la información que dejen de percibir y crear, con total independencia del grado de brillantez de sus estudios o cualificaciones profesionales de tipo gerencial.

### Propuestas socialistas de solución al problema del Cálculo Económico
Después de la publicación del artículo de Mises, los socialistas intentaron probar que una sociedad como la propugnada por ellos era realmente viable. Al respecto se presentaron dos tipos de argumentos; unos, buscaban demostrar que el cálculo económico era posible en una sociedad que no utilizase dinero; en cambio otros, que según los defensores del cálculo económico no entendieron en profundidad la teoría, desviaron el debate hacia el funcionamiento de una economía estática en donde no hace falta el cálculo económico, algo incluso admitido por el propio Mises.
Dentro del primer grupo se propuso el cálculo económico en especie, en horas de trabajo y en unidades de utilidad; por otro lado destaca la "solución competitiva" de Oscar Lange. Dentro del segundo hubo argumentos como el de la similitud formal y la solución matemática.

#### El cálculo económico en especie
La idea de una economía socialista organizada sin la utilización de dinero es de larga data en la historia del socialismo, pues efectivamente en un modelo de equilibrio no hay necesidad de utilizar dinero, ya que se supone que toda la información está dada y que no existe cambio alguno. Simplemente período tras período deben producirse los mismos bienes y servicios, que serán distribuidos de igual forma a los mismos individuos. Por lo tanto, el cálculo económico no habría de plantear problema alguno aunque no existiese el dinero.
En general, la idea según algunos autores socialistas es la de que el Estado establecería las necesidades de cada ciudadano según criterios «objetivos» aportados por los técnicos (biólogos, agrónomos, etc.). Luego, el correspondiente departamento o instituto de estadística habría de planificar cuántos bienes de consumo (botas, pantalones, camisas, etc.) habrían de producirse en el curso de un año, para distribuirlos posteriormente de forma idéntica entre los ciudadanos.

#### El cálculo económico en horas de trabajo
La adopción de la teoría objetiva del valor-trabajo por parte de algunos teóricos socialistas derivó en el natural intento de solucionar el problema del cálculo económico en horas de trabajo.
La solución propuesta, consiste en que el órgano planificador registre el número de horas trabajadas por cada trabajador. Posteriormente, este recibiría del órgano de control una cantidad de cupones, equivalente al número de horas trabajadas para obtener a cambio de los mismos una determinada cantidad de los bienes y servicios producidos. La distribución de estos bienes y servicios se efectuaría estableciendo un registro estadístico del número de horas de trabajo necesarios para su producción y asignando éstos a aquellos trabajadores que estuvieran dispuestos a entregar a cambio los correspondientes cupones representativos de las horas trabajadas.

#### El cálculo económico en unidades de utilidad
Diversos autores socialistas consideraron que el problema del cálculo económico podría resolverse utilizando como unidades de cálculo las «unidades de la utilidad».

#### La solución matemática[15]
El grave problema que Huerta de Soto encuentra en la llamada 'solución matemática' radica en que "[…] aunque en algún momento pudieran llegar a solucionarse los complejísimos y numerosos sistemas de ecuaciones planteados por los teóricos de la similitud formal, siempre quedaría en pie el problema teórico y lógico irresoluble de hacerse con la información relevante necesaria para formular tales ecuaciones. […]" (p. 219), es decir, que los defensores de la postura estática obviaron el problema del cálculo económico socialista identificado por Ludwig von Mises, según el cual es imposible centralizar la información práctica relevante para la sociedad, entendida ésta como un proceso dinámico y espontáneo de interacciones humanas motivadas por la función empresarial que constantemente crea, descubre y transmite información sobre fines y medios, y ajusta o coordina mediante esa información (plasmada en señales efectuadas según normas, hábitos o pautas de conducta, como ocurre con los precios) los planes contradictorios de los individuos. La sociedad, por lo tanto, es un proceso civilizatorio y evolutivo que emerge como consecuencia de la transmisión de esa información trascendental, que es de naturaleza subjetiva, tácita, inarticulable y no científica (esta última característica es fundamental para la clara diferenciación entre «conocimiento práctico» y «conocimiento científico», desarrollada por el filósofo inglés Michael Joseph Oakeshott), es decir, no puede ser exteriorizada hacia un órgano director (según la concepción de Huerta de Soto en la obra citada).
Entre los principales teóricos de la solución matemática, se identifican aquellos pertenecientes a la escuela anglosajona, conformada por los economistas Fred Manville Taylor y Henry Douglas Dickinson, entre otros; y quienes representaron a la literatura alemana: Kläre Tisch y Herbert Kurt Zassenhaus.